# 知来別 (猿払村)
知来別（ちらいべつ）は、日本国北海道宗谷郡猿払村にある地名である。郵便番号は〒 098-6341
猿払村最北端に位置しており、稚内市宗谷村と隣接している。

## 歴史
知来別は1905年頃部落として独立し、同年、知来別特別教習所（現在の知来別小学校)が建立された。